# لي ميونغ باك
لي ميونغ باك (باالكورية: 이명박، بالهانجا: 李明博) (مواليد 19 ديسمبر 1941 م) هو رجل أعمال وسياسي سابق من كوريا الجنوبية، شغل منصب رئيس كوريا الجنوبية من عام 2008 إلى 2013م. وكان قبل انتخابه رئيسًا للدولة يعمل رئيسًا تنفيذيًّا لشركة هيونداي للهندسة والبناء، ورئيسًا لبلدية سيول من 1 يوليو 2002 إلى 30 يونيو 2006.
تخرَّج لي في جامعة كوريا، وحصل على الدكتوراه الفخرية من جامعة باريس ديديرو في 13 مايو 2011.
غيَّر لي النهج الذي تتبنَّاه حكومة كوريا الجنوبية في التعامل مع كوريا الشمالية، مفضلًا إستراتيجية أكثر تشددًا في أعقاب الاستفزاز المطَّرد من جانب كوريا الشمالية، مع أنه كان مؤيدًا للحوار الإقليمي مع روسيا والصين واليابان. وفي عهد لي، زاد ظهور كوريا الجنوبية وتأثيرها على الساحة العالمية، مما أسفر عن استضافتها قمَّة مجموعة العشرين عام 2010م في سيول. مع ذلك، لا يزال هناك خلاف كبير في كوريا بشأن المبادرات الحكومية البارزة التي دفعت بعضَ الفصائل إلى الانخراط في المعارضة المدنية، والاحتجاج على الحكومة القائمة وعلى حزب ساينُري الذي يرأسه لي (المعروف سابقًا باسم الحزب الوطني الكبير). بل إن الفصيل الإصلاحي داخل حزب ساينُرِي على خلاف مع لي. أنهى لي مدَّة ولايته البالغة خمس سنوات في 24 فبراير 2013م، وخلَفَته الرئيسةُ بارك غن هي.
في 22 من مارس 2018، أُلقي القبضُ على لي بتهم الرِّشوة والاختلاس والتهرُّب الضريبي التي يُزعَم أنها وقعت في حِقبة رئاسته. اتَّهَم المدَّعي العام لي بتلقي (رشاوى) بلغ مجموعها 11 مليار وون وتحويل أصول بقيمة 35 مليار وون إلى صندوق أموال أسود. وقبيل اعتقال لي، نشر بيانًا مكتوبًا بخطِّ اليد على فيسبوك ينفي فيه التهم الموجَّهةَ إليه. أُلقي القبض عليه بعد سنة تقريبًا من اعتقال الرئيسة السابقة التي خَلفَته في الرئاسة بارك غن هي، التي أُلقي القبض عليها بتهم تتعلق بفضيحة كوريا الجنوبية السياسية عام 2016. أُدين لي في 5 أكتوبر 2018 وحُكم عليه بالسجن مدَّة 15 سنة. في 29 أكتوبر 2020، أيدت المحكمة الكورية العليا حُكم محكمة الاستئناف بسجن لي مدَّة 17 عامًا.
يتبع لي الديانة المشيخية ويتردَّد إلى كنيسة سومانغ المشيخية باستمرار، وهو متزوِّج من كيم يون أوك ولديهما ثلاث بنات وابن واحد. وشقيقُ لي الأكبر لي سانغ ديوك، أحدُ السياسيين في كوريا الجنوبية.

## ولادته ونشأته
وُلِد لي ميونغ باك في 19 ديسمبر 1941 في مدينة أوساكا باليابان. هاجر والداه إلى اليابان في عام 1929، بعد تسعة عشر عامًا من احتلال اليابان لكوريا. كان والده، لي تشونغ يو (بالكورية: 이충우، بالهانجا: 李忠 雨)، عاملًا في مزرعة في ريف اليابان، وكانت والدته، تشاي تايوون (بالكورية: 채태원، بالهانجا: 蔡 太 元) ربة منزل. كان لي هو الابن الخامس من بين سبعة أبناء.
في عام 1945، بعد نهاية الحرب العالمية الثانية، عادت أسرته إلى مسقط رأس والده بمدينة بوهانغ، في مقاطعة غيونغسانغ الشمالية، التي كانت آنذاك جزءًا من شبه الجزيرة الكورية تحتله الولايات المتحدة. ترى شقيقة لي، لي كي سون، أنهم هربوا بأنفسهم لتجنُّب مصادرة المسؤولين ممتلكاتهم في اليابان، ولكن سفينتهم تحطمت قبالةَ ساحل جزيرة تسوشيما، وفقدوا جميع أمتعتهم ونجَوا بصعوبة.
كان لي يحضر في الدوام المسائي بمدرسة دونغ جي التجارية الثانوية في بوهانغ، وقد حصل على مِنحة دراسية. وبعد سنة من التخرج قُبل في جامعة كوريا. وفي عامه الثالث في الجامعة عام 1964، انتُخِبَ رئيسًا لمجلس الطلَّاب. وفي تلك السنة شارك لي في مظاهرات طلَّابية رافضة لمحادثات سيول طوكيو للرئيس بارك تشونغ هي، التي ناقشت قضية تعويض اليابان عن استعمار شبه الجزيرة الكورية. واتَّهَمت المحكمةُ العليا لكوريا الجنوبية لي بالتخطيط للتمرُّد وحكمت عليه بمراقبة السلوك مدَّة خمس سنوات وبالسَّجن مدَّة ثلاث سنوات. قضى نحو ثلاثة أشهر من عقوبته في سجن سودمون في سيول.
كتب لي في سيرته الذاتية: أنه أُعفيَ من الخدمة العسكرية الإلزامية في كوريا؛ بسبب تشخيص إصابته بتوسُّع القصبات الحادِّ أثناء وجوده في منشأة تدريب نونسان.

## حياته المهنية
في عام 1965 بدأ لي العمل في شركة هيونداي للبناء، وهي الشركة التي حصلت على أول مشروع بناء كوري خارج كوريا، بعقد قيمته 5.2 مليون دولار لبناء طريق فطاني ناراتيوات السريع في تايلاند. بعد مدَّة وجيزة من تعيينه في الشركة، أُرسل إلى تايلاند ليشارك في المشروع الذي اكتمل بنجاح في مارس 1968. عاد لي إلى كوريا، وكُلف مسؤولية مصنع هيونداي للآلات الثقيلة في سيول.
في العقود الثلاثة التي عمل فيها مع مجموعة هيونداي اكتسب لقبَ «الجرَّافة الهائجة»؛ في إحدى المناسبات، فكَّك لي جرافة معطَّلة لدراسة الطريقة التي تعمل بها ومعرفة كيفية إصلاحها، ثم دعسها بجرَّافة أُخرى كان يديرها بنفسه في كثير من الأحيان.
أصبح لي مديرًا للشركة عندما كان في التاسعة والعشرين من عمره، بعد خمس سنوات فقط من انضمامه إليها. وفي الخامسة والثلاثين من عمره، أصبح لي الرئيسَ التنفيذي للشركة، وبذلك أصبح أصغرَ رئيس تنفيذي لشركة في كوريا في التاريخ. وفي عام 1988 عُين رئيسًا لمجلس إدارة شركة هيونداي للبناء، وكان عمره حينئذ 47 عامًا.
عندما بدأ العمل في هيونداي في عام 1965، كان لدى الشركة 90 موظفًا، وعند مغادرة منصبه رئيسًا لها بعد 27 عامًا، كان لدى الشركة أكثر من 160 ألف موظف. بعد إكمال هيونداي تنفيذ طريق فطاني ناراتيوات السريع بنجاح، بدأت صناعةُ البناء في كوريا تشجِّع على إنشاء أسواق جديدة في بلدان مثل فيتنام والشرق الأوسط. وبعد تراجع الطلب على البناء من فيتنام في ستينيات القرن العشرين، حوَّلت شركة هيونداي اهتمامها نحو الشرق الأوسط. واستمرَّت الشركة في أداء دور رئيسي في مشاريع البناء مع الإنجاز الناجح للمشاريع الدَّولية، منها الحوض العربي لبناء وإصلاح السفن، والفندق الدبلوماسي في البحرين، ومشاريع ميناء الجُبَيل الصناعي في المملكة العربية السعودية، المعروفة أيضًا باسم «التاريخ العظيم للقرن العشرين». في ذلك الوقت، تجاوز مبلغ الطلبات التي تلقتها شركة البناء الكورية 10 مليارات دولار أمريكي، وقد أسهم هذا في التغلُّب على الأزمة الوطنية الناجمة عن أزمة النفط.
ترك لي العمل في هيونداي بعد 27 عامًا من حياته المهنية وقرَّر خوض السياسة.

## ذكرياته
دوَّن لي سيرته الذاتية وذكرياته الشخصية في كتاب بعنوان: (الطريق الوعر) السيرة الذاتية للرئيس لي ميونج باك رئيس جمهورية كوريا، والرئيس التنفيذي السابق لهيونداي. صدر عن مركز الإمارات للدراسات والبحوث الإستراتيجية، عام 2012 م، في 319 صفحة.

## روابط خارجية
- لي ميونغ باك على موقع IMDb (الإنجليزية)
- لي ميونغ باك على موقع الموسوعة البريطانية (الإنجليزية)
- لي ميونغ باك على موقع مونزينجر (الألمانية)
- لي ميونغ باك على موقع إن إن دي بي (الإنجليزية)
- لي ميونغ باك على موقع قاعدة بيانات الفيلم (الإنجليزية)

| سبقه غو غون     | عمدة سول 2002 - 2006            | تبعه أو سي هن  |
| سبقه نو مو هيون | رئيس كوريا الجنوبية 2008 - 2013 | تبعه باك غن هي |